# Балажи
Балажи (баш. Баләжы) — деревня в Иглинском районе Республики Башкортостан Российской Федерации. Входит в состав Кальтовского сельсовета.

## География

### Географическое положение
Расстояние до:
- районного центра (Иглино): 38 км,
- центра сельсовета (Кальтовка): 17 км,
- ближайшей ж/д станции (Иглино): 38 км.

## История
Основана крестьянами из Лифляндии в 1886 г., когда они приобрели по купчей записи у Заварицкого 800, десятин земли по 20 руб. за десятину (в 1895 г. в 14 дворах проживало 70 человек, в 1920 г. в 60 дворах — 445).

## Население
| 2002 | 2009 | 2010 |
| ---- | ---- | ---- |
| 233  | ↗249 | ↘215 |

Национальный состав
Согласно переписи 2002 года, преобладающие национальности — белорусы (55 %), русские (40 %).
По данным на 1981 г. основное население деревни составляли латыши.